# تپه دره بلاغی
تپه دره بلاغی مربوط به هزاره اول قبل از میلاد است و در شهرستان ماکو، بخش مرکزی، روستای حاسین بزرگ واقع شده و این اثر در تاریخ ۲۳ شهریور ۱۳۸۲ با شمارهٔ ثبت ۱۰۰۴۱ به‌عنوان یکی از آثار ملی ایران به ثبت رسیده است.